# 龍孃七七七埋藏的寶藏
《龍孃七七七埋藏的寶藏》是日本的輕小說作品。作者為鳳乃一真，插畫是AKARINGO和。為第13屆Entame大獎小說部門大賞的得獎作品。

## 大綱
男主角八真重護因不願意繼承家業，而被父親宣告斷絕親子關係，並被迫離家搬到一座人工學園島居住。為了節省開支，預付一年的房租，租到一間一個月僅5000日元的幸福莊202號室。但那間房間內卻有一位名為「龍孃七七七」的美女地縛靈，她是建立人工學園島的天才學生集團「Great 7」成員之一，但因為慘遭殺害，除非找出兇手否則魂魄無法離開那間房間。八真重護於是開始與龍孃七七七的同居生活。

## 登場人物

### 主要人物
八真 重護（聲：小野友樹、木野雙葉（幼年））
高中二年級。幸福莊202號室房客，第三高中學生。
出生於劫惡濟貧的盜賊世家「祭」，因拒絕繼承家業而被流放至七重島，因為沒錢而住進幸福莊202號室。現為找到殺死七七七的犯人而致力收集七七七Collection。
小時衷心的認同義賊濟世的理念，雖不是想把犯罪正當化，但對代代傳承下來幫助他人的信念感到自豪。但當他說出去的時候，周圍的人都只是給予嘲笑與輕蔑。隨著年紀增長而了解到自己家確實「與眾不同」，漸漸的捨棄了自己的夢想，甚至對幫助他人的行為感到愚蠢。由於自己是「逃避」夢想的人，所以無法真的去嘲笑像天災一樣，抱持遠大信念的人。
龍孃 七七七（聲：田邊留依）
幸福莊202號室的地縛靈，於10年前被殺，得年18歲。生日为7月7日。
個性看似活潑開朗，其實很怕寂寞。因為無法離開房間，變成了喜愛玩電玩的家裡蹲。雖是幽靈卻喜歡吃布丁，還定下了七重島上所有布丁品牌的排名。人類無法觸碰她，但她卻可以憑著自主意識觸碰別人。
GREAT7的領導者，同時也是七重島計劃的創始人，當年計劃中的資金幾乎是由她靠自己能力收齊的。熱愛冒險，曾到旅行過世界各地，除了金錢外還收集到各種奇珍異寶。而在她死後，餘下的財產與寶物也成了下落不明的寶藏。
對「七七七Collection」採取絕對中立的原則。不論是什麼人、或為了什麼理由，七七七都不會對任何人直接說出遺跡的下落，也不會事先告知遺跡中所藏的七七七Collection有什麼能力。而不論是誰，只要帶著七七七Collection去詢問七七七（用網路詢問也行），她絕對會告知該七七七Collection的名稱與能力。
七七七死後傳達給GREAT7的遺言之一，就是要求GREAT7不能直接干涉與七七七Collection有關的事。理由似乎是希望將冒險與夢想留給年輕人。
壹級 天災（聲：阿澄佳奈）
自稱名偵探的美少女，高中二年級。第一高中學生，認識重護後轉至第三高中，成為重護的同班同學，並一同加入冒險部。
個性特立獨行，勇於追夢，不受世俗眼光牽絆，但因個性太過奇特而朋友甚少。具強大的邏輯推理能力與觀察力，希望能破解重大事件來證明自己的實力。在知道重護的背景後將他視為對手。在動畫版中，之後住進幸福莊203號室。
星埜 達魯克（聲：花澤香菜）
天災的隨從，有女裝癖的男生，不知情的人幾乎沒發現他是偽娘。高中二年級，與天災一同轉至第三高中就讀，在動畫版中，之後也一同住進幸福莊203號室。

### 第三高中冒險社
唯我 一心（聲：興津和幸）
高中三年級，第三高中學生。冒險社第三代社長。
夢想是征服世界，為得到曾為遺跡「魔法使之杖」而背叛重護與天災，但最後遺跡被春秋以一億日幣的報酬強制收走。事後與重護和解。
茨 夕（聲：鈴木繪理）
高中三年級，第三高中學生。冒險社副社長。喜歡一心的肉食系女生。
拜金主義者，認為能藉由錢得到任何東西，所以不能理解何謂「用錢也買不到的東西」。
徒然 影虎（聲：早志勇紀）
高中三年級，第三高中學生。冒險社社員，修練中的忍者，作為冒險部的情報人員。
今生 霞（聲：川澄綾子）
冒險社創始者，已畢業。幸福莊202號室的前前任房客。
衷心的將七七七視為好友，期望有一天能解放她。然而雖是知曉殺死七七七的兇手，但也看見了一旦說出就絕對會死去的未來，所以直至離開七重島時都沒有說出口。向七七七告別時留下了「未來的新房客絕對能找出兇手」的預言。
真田 文香
初代冒險社的部員。島稱擁有關七重島所有情報的情報人員。
戰場 緋夜（聲：杉田智和）
初代冒險社的副社長，也是繼任於今生霞的第二任社長，已畢業。
作風與今生霞截然不同，個性現實冷酷，重視效率而不留情面。毫不在乎的輕使強硬手段，甚至曾將一名社員當作棄子導致對方半身癱瘓，使冒險社一度分崩離析。
幸福莊202號室的前任房客，卻是只租不住，讓無法忍受七七七孤單的肆季將他趕出。對七七七Collection的態度只以有無價值來衡量，對認為無用的會蔑稱為廢物。
不破（聲：諏訪彩花）
初代冒險社社員。

### 怪盜團「祭」
不義 雪姬（聲：能登麻美子）
七重綜合大學建築設計科二年級生。
「祭」的年輕成員，忍者世家出生，「祭」的長老不義源三的獨生女。
與重護一同長大的青梅竹馬，也是他體術的執導老師。對重護抱持非常強烈的好感，但在他面前總是不能坦率的表達出來。
椴松 鷲（聲：鳥海浩輔）
「祭」的年輕成員，變裝達人「百相臉」。
八真總護
重護的父親，「祭」的首領。有著要改變世界的宏願。
從今生霞口中得知七七七Collection的存在後，開始將目標放在七重島上。先後派出雪姬與鷲進入七重島，也藉著重護想與「祭」斷絕關係的機會，將他「放逐」到七重島。
八真空音
第一卷中有所提及，第九卷正式登場，有正義感，做事可以說是雷厲風行，速戰速決，但缺乏持久力。

### GREAT7
1.一鶴 春秋
GREAT7的領導者。
強大的經商能力，統籌頭腦，七重島的管理者。
在九年前將即將破敗的七重島拯救回來。
以收購古董的名義收集七七七Collection，因為金錢也能實現夢想，沒有直接違背七七七的遺言。
喜歡龍孃七七七，曾經為尋找殺害七七七的兇手而窮盡一年的時間，但仍一無所獲。
2.雙葉 才兔
瘋狂科學家，科學的權威，七重島開發研究所長。
思考問題的方式與眾不懂，欣賞七七七。
對真幌肆季有好感，似乎是肆季的前男友。
3.黑須 參差（聲：櫻井浩美）
帶著一個眼罩的白髮女性，為實質統治七重島黑暗界的人物。統領月讀街的「三顆骷髏」的首領。在初遇重護時使用「奶油妹妹」這假名。
五年前策劃支配整個七重島，但被春秋識破，結果被其他GREAT7合力擊敗。最後因為參差的交涉能力與對外門路仍是重要，而沒有將她逐出七重島，改將她放逐至月讀街，並規定其不能離開。
4.真幌 肆季（聲：內山夕實）
幸福莊的房東，同時也是七重警備隊顧問。
據雙葉才兔的人體檢驗報告，肆季擁有遠超過一般人規格的人體機能與體能，不合常理到只有在基因上還能證明她是人類。但至七七七死後開始酗酒，現今已發揮不出跟全盛時期的一半，不過依舊是犯規的級別。
似乎是雙葉才兔的前女友。
5.華鏡 伍月
擁有神眼的巫女，外表如同大河撫子般的優雅，但實際上內在很腹黑。
喜歡一鶴春秋，因此對死後成為地搏靈的七七七非常反感，認為她依舊陰魂不散的束縛著春秋。
和七七七之間有著相當不愉快的經歷。
6.睦 巳狛
世界著名的建築師。十月十一日生日。外表與實際年齡差異很大，現今看起來只有國中生左右的程度。
在GREAT7唯一中立不會圍剿黑須参差的人，也是除了七七七以外唯一能制住她的人。
7.龍孃 七七七
見主要人物。

### 三顆骷髏
黑須 參差（聲：櫻井浩美）
統領月讀街的「三顆骷髏」的首領。在初遇重護時使用「奶油妹妹」這假名。
辻深 鐵之進（聲：細谷佳正）
通稱「阿鐵」。「三顆骷髏」的成員。
個性耿直，時常帶著把武士刀。在小唯回去上學後，被參差指派為貼身保鑣而復學，高中二年級，轉入第三高中而成為重護的同班同學。
吉野 咲希（聲：久野美咲）
通稱「小唯」。
失去意識的出現在月讀街，被「三顆骷髏」所收留。高中一年級，為第三高中的學生。

### 其他
夢路 百合香（聲：伊藤加奈惠）
高中二年級，第三高中學生。重護所就讀的班級的班長。
角野悟
幸福莊203號室房客，大學二年級生，在一卷結尾時因違反規定而被驅逐出島。
真田 彈（聲：小林裕介）
高中二年級，第三高中學生。『聯會』第三高中分會的仲介人兼情報通。
檜野 由美（聲：村中知）
大學生，在溫泉街的溫泉旅館中打工，女侍者。對唯我一心有好感。
岬 鷗（聲：村川梨衣）
溫泉街的溫泉旅館的工讀生，女侍者。
如月 靜香
大學生，不義雪姬的同學。
横田 博
第四高中的學生，南方紅購物中心（南紅廣場）的工讀生。
駿河 綾
高中一年級，第三高中學生。秘密委託天災，尋找一位一個月前失蹤的學生，在委託之後，失蹤的學生就回來學校了，所以支付了三千日元，而失蹤者就是吉野咲希。

## 用語
七重島
別名為『學生特區』，人口有八成是學生，是一座漂浮在太平洋上的人工島，面積正在逐漸擴大。
GREAT7
對於十二年前，建造七重島的七位天才學生的通稱。
七七七Collection
七七七遺留財產中的一部分，是她從世界各地收集而來的數個奇珍異寶，各個擁有神奇的力量與複雜的背景，現散落於七重島各處的遺跡之中。
以下前者是七七七所取的名稱，後者為正式名。
人生預知鏡／卑彌呼之鏡
今生霞持有的七七七Collection。在『遊戲』中獲勝的秘寶。
閃亮亮測謊機／尤古托斯的獨眼
持有者为八真重护。收藏在一鶴春秋大宅的秘寶，被「祭」從大宅中偷出來。
藍色的寶石，透过寶石望向對方就能得知對方有沒有說謊。過去七七七在中南美的遺跡中發現。
不需要茶葉的茶壺／仙茶沸
冒險社的公用品。原收藏在第三高中社辦大樓三樓的遺跡，由第一代冒險社取得。
白色茶壺，只要加入熱水就能生成茶水。中國唐朝楊貴妃的愛用品。
魔法使之杖／杜柏多·凡塞斯之杖
收藏在未來大厦（由睦巳狛所設計的第一萬棟建築）34樓的遺跡中。在第三代冒險社挑戰後由唯我一心取得，後被一鶴春秋強制回收。
長度50到60公分的手杖，能引起使用者所期望的狀況（前提是合情合理）的魔法杖；有使用次數限制。中世纪的秘寶，過去七七七在歐洲的古老教會中發現。
會釋放出任何人都無法逃脱的鎖鏈的大釘槌／太陽神之楔
原持有者为八真重护，之后赠送给不义雪姬，现为不义雪姬持有。收藏在溫泉街一所洋館的遺跡中。
黃金色的苦無，能發出具金色光芒的鎖鏈捕捉目標。太古時代由神所創作的法具，過去七七七在埃及的山洞中發現。
白帝
黑須參差所持有秘寶。身長約三米的白色巨虎。
偷窺眼罩／克洛次的魔眼
黑須參差所持有秘寶。黑色的獨眼眼罩，戴上之後可以用別人的視角看事物。
天命之矢
黑須參差所持有秘寶。
古箭。能指引出使用者所期望之物的方向。
降雨鈴鐺／天雨之鈴
戰場緋夜所持有秘寶。
能引來積來積雨雲，下雨時間長度會受到意念強弱影響。
影蹼／游影的溼長靴
戰場緋夜所持有秘寶。
靴子。能潛行於影子之間。
模仿眼鏡／吉爾伯特·巴拉姆複製魔眼鏡
唯我一心所持有秘寶，由今生霞所贈送。
能複製對方的技巧或知識，但身體能力並不會改變。
死神的私语
戰場緋夜所持有秘寶。
戒指。能向對方下達強力暗示。
避邪護身符／聖矛的碎片
持有者为壹級天災。收藏在南方紅購物中心（南紅廣場）一所運動用品店的遺跡中。其遺跡被戰場緋夜以及第三代冒險社所挑戰，由冒險社取得。
裡面放了神聖長矛碎片的皮袋，具驅魔能力。
七七七之劍
持有者為八真重護。
本是七七七在世界各地遊走時愛用的秘寶。之後被拉布列康用作於其舉辦的『遊戲』中的獎品。
七七七之劍共有七種能力，其中三種被封於專屬劍鞘內。劍的第一種能力為「大小自由定」，能自由放大縮小；第二種能力為「過去視」，能偷看觸踫劍的人的過去；第三種能力為綁在劍柄上的繩子－－七七七收藏「以心傳心的繩子」，七七七能使用該能力來與以前在冒險中結交的所有精靈和靈獸對話。而劍鞘的其中一種能力為收納物品，無論物品有多大都能收納。
遺跡
對藏有『七七七Collection』地點的稱呼。
拉布列康
或稱精靈，是與神『願現』簽下契約之人。
部分人在受重傷、瀕臨死亡之際會與七重島上的神『願現』進行對話，並且簽約。簽約之後身體機能會恢復正常，但會忘記簽約之事。而在神欲使用簽約之人的時候，便會想起曾經簽約之事，並且為神服務。包括建造遺跡、主辦『遊戲』的進行。而完成神所交辦之任務後，會再度遺失記憶。倘若受傷、或者瀕臨死亡所造成的『矛盾點』被正常人所發現，且被戳破。則會迫使神進行『遊戲』。

## 出版書籍

### 輕小說
| 集數 | 日文版 | 中文版                | Enterbrain     | Enterbrain                                                    | 尖端出版      | 尖端出版               |
| 集數 | 日文版 | 中文版                | 發售日期       | ISBN                                                          | 發售日期      | ISBN                   |
| 正篇 | 正篇   | 正篇                  | 正篇           | 正篇                                                          | 正篇          | 正篇                   |
| ---- | ------ | --------------------- | -------------- | ------------------------------------------------------------- | ------------- | ---------------------- |
| 1    | 1      | 龍孃七七七埋藏的寶藏1 | 2012年1月30日  | ISBN 978-4-04-727786-1                                        | 2013年4月19日 | ISBN 978-957-10-5190-1 |
| 2    | 2      | 龍孃七七七埋藏的寶藏2 | 2012年3月30日  | ISBN 978-4-04-727925-4                                        | 2013年6月20日 | ISBN 978-957-10-5265-6 |
| 3    | 3      | 龍孃七七七埋藏的寶藏3 | 2012年7月30日  | ISBN 978-4-04-728204-9                                        | 2013年9月13日 | ISBN 978-957-10-5342-4 |
| 4    | 4      | 龍孃七七七埋藏的寶藏4 | 2012年11月30日 | ISBN 978-4-04-728512-5                                        | 2014年1月17日 | ISBN 978-957-10-5458-2 |
| 5    | 5      | 龍孃七七七埋藏的寶藏5 | 2013年4月30日  | ISBN 978-4-04-728799-0                                        | 2014年6月12日 | ISBN 978-957-10-5594-7 |
| 6    | 6      | 龍孃七七七埋藏的寶藏6 | 2013年12月26日 | ISBN 978-4-04-729210-9                                        | 2015年7月17日 | ISBN 978-957-10-6038-5 |
| 7    | 7      | 龍孃七七七埋藏的寶藏7 | 2014年3月29日  | ISBN 978-4-04-729520-9(通常版) ISBN 978-4-04-729521-6(限定版) | 2016年3月31日 | ISBN 978-957-10-6459-8 |
| 8    | 8      |                       | 2014年12月26日 | ISBN 978-4-04-730116-0                                        |               |                        |
| 9    | 9      |                       | 2015年6月29日  | ISBN 978-4-04-730517-5                                        |               |                        |
| 10   | 10     |                       | 2015年10月30日 | ISBN 978-4-04-730764-3                                        |               |                        |
| 11   | 11     |                       | 2016年9月30日  | ISBN 978-4-04-734278-1                                        |               |                        |
| 12   | 12     |                       | 2016年12月28日 | ISBN 978-4-04-734388-7                                        |               |                        |
| 外傳 |        |                       |                |                                                               |               |                        |
| 1    | 1      |                       | 2013年8月30日  | ISBN 978-4-04-729097-6                                        |               |                        |
| 2    | 2      |                       | 2015年4月30日  | ISBN 978-4-04-730382-9                                        |               |                        |

### 漫畫
於Enterbrain《Fami通ComicClear》中連載。作畫：奥田人志+武田充司。
| 集數 | 日文版 | 中文版                | Enterbrain    | Enterbrain             | 尖端出版       | 尖端出版             |
| 集數 | 日文版 | 中文版                | 發售日期      | ISBN                   | 發售日期       | EAN                  |
| ---- | ------ | --------------------- | ------------- | ---------------------- | -------------- | -------------------- |
| 1    |        | 龍孃七七七埋藏的寶藏1 | 2013年1月15日 | ISBN 978-4-04-728629-0 | 2013年11月13日 | EAN 471-7702-25733-0 |
| 2    |        | 龍孃七七七埋藏的寶藏2 | 2013年3月15日 | ISBN 978-4-04-728630-6 | 2014年6月12日  | EAN 471-7702-26074-3 |

於白泉社《花与梦 文系少女》和《花LaLa online》中連載。作畫：。
| 集數 | 日文版 | 白泉社        | 白泉社               |
| 集數 | 日文版 | 發售日期      | ISBN                 |
| ---- | ------ | ------------- | -------------------- |
| 1    |        | 2014年5月20日 | ISBN 978-4-592217510 |
| 2    |        | 2015年8月20日 | ISBN 978-4-592217527 |

於KADOKAWA《月刊Comp Ace》中連載。作畫：御影甲六。2015年7月因作画者身体欠佳而停止连载。
| 集數 | 日文版 | KADOKAWA         | KADOKAWA               |
| 集數 | 日文版 | 發售日期         | ISBN                   |
| ---- | ------ | ---------------- | ---------------------- |
| 1    |        | 2014年 05月 10日 | ISBN 978-4-04-121102-1 |

## 電視動畫
2014年4月10日於富士電視台16系放送局開始播送。

### 製作人員
- 原作：鳳乃一真（法米通文庫刊）
- 角色原案：AKARINGO
- 監督：龜井幹太
- 系列構成：倉田英之
- 角色設計：川上哲也
- 道具設計：坂崎忠
- 設定考證、七重島概念設計：小倉信也
- 遺跡設計：渡邊浩二
- 色彩設計：
- 美術監督：山根左帆
- 美術設定：金平和茂
- CGI監督：雲藤隆太
- 攝影監督：廣岡岳
- 編輯：坪根健太郎
- 音響監督：明田川仁
- 音樂：帆足圭吾、MONACA
- 音樂製作人：佐野弘明、千葉悅子
- 主製作人：岩上敦宏、山本幸治
- 製片人：柏田真一郎、森彬俊、正木大督
- 動畫製作人：五十嵐守
- 企劃：植田益朗（第1話開始）、落越友則
- 動畫製作：A-1 Pictures
- 製作：七重島總合警備保障

### 主題曲
片頭曲
作詞、作曲、編曲：U-re:x，主唱：私立惠比壽中學
片尾曲
作詞：古屋真，作曲：森谷康昭，編曲：黑須克彥，主唱：sphere

### 各話列表
| 話數   | 標題                         | 劇本     | 分鏡              | 演出     | 作畫監督                                     | 總作畫監督 |
| ------ | ---------------------------- | -------- | ----------------- | -------- | -------------------------------------------- | ---------- |
| 第1話  | 斷絕關係，流放海島           | 菅原雪繪 | 龜井幹太          | 龜井幹太 | 山野雅明                                     | 川上哲也   |
| 第2話  | 七重島第三高中·冒險社        | 木澤行人 | 宮浦栗生          | 豬狩崇   | 竹田欣弘 北村友幸                            | 坂崎忠     |
| 第3話  | 地上1000公尺的《遺跡》       | 中本宗應 | 加瀨充子          | 河合滋樹 | 伊集院                                       | 川上哲也   |
| 第4話  | 夢想野心否定憧憬之類的       | 中本宗應 | 福田道生          | 小坂春女 | 神本兼利 鈴木豪                              | 坂崎忠     |
| 第5話  | 不可能的任務                 | 菅原雪繪 | 葛谷直行          | 安藤貴史 | 小倉典子 平馬浩司                            | 川上哲也   |
| 第6話  | 朝溫泉街出發                 | 菅原雪繪 | 下田正美          | 下田正美 | 伊集院 鈴木豪                                | 坂崎忠     |
| 第7話  | 惡黨的煩惱諮詢               | 菅原雪繪 | 大原實            | 柴田彰久 | 山野雅明                                     | 川上哲也   |
| 第8話  | 奇妙的來訪者                 | 龜井幹太 | 龜井幹太 福田道生 | 豬狩崇   | 小倉典子 北村友幸 平馬浩司                   | 坂崎忠     |
| 第9話  | 關於戰場緋夜與吉野咲希的考察 | 木澤行人 | 福田道生          | 小坂春女 | 相馬滿 青野厚司                              | 川上哲也   |
| 第10話 | 對決                         | 木澤行人 | 渡邊了            | 岩月甚   | 伊集院 永野美春 平馬浩司 小野可奈子 小倉典子 | 坂崎忠     |
| 第11話 | 八真重護所下的決心           | 木澤行人 | 龜井幹太          | 龜井幹太 | 川上哲也 山野雅明                            | 川上哲也   |

### 播放電視台
日本深夜動畫：下文記載的日本国内播放時間使用日本標準時間（UTC+9）表示。因為部分時間标识會採用30小时制，因此請留意这类超过24:00的时间，其實際播放時間為翌日清晨。
| 播放地區   | 播放電視台     | 播放日期               | 播放時間（UTC+9）         | 所屬聯播網 | 備註         |
| ---------- | -------------- | ---------------------- | ------------------------- | ---------- | ------------ |
| 關東廣域圈 | 富士電視台     | 2014年4月10日－6月19日 | 星期四 25時20分－25時50分 | 富士電視網 |              |
| 岩手縣     | 岩手可愛電視台 | 2014年4月10日－6月19日 | 星期四 25時20分－25時50分 | 富士電視網 | 同時網路播放 |
| 山形縣     | 櫻桃電視台     | 2014年4月10日－6月19日 | 星期四 25時20分－25時50分 | 富士電視網 | 同時網路播放 |
| 愛媛縣     | 愛媛電視台     | 2014年4月10日－6月19日 | 星期四 25時40分－26時10分 | 富士電視網 |              |
| 静岡縣     | 靜岡電視台     | 2014年4月10日－6月19日 | 星期四 25時50分－26時20分 | 富士電視網 |              |
| 秋田縣     | 秋田電視台     | 2014年4月10日－6月19日 | 星期四 26時00分－26時30分 | 富士電視網 |              |
| 福島縣     | 福島電視台     | 2014年4月10日－6月19日 | 星期四 26時05分－26時35分 | 富士電視網 |              |
| 新潟縣     | 新潟綜合電視台 | 2014年4月10日－6月19日 | 星期四 26時10分－26時40分 | 富士電視網 |              |
| 廣島縣     | 新廣島電視台   | 2014年4月10日－6月19日 | 星期四 26:15－26:45       | 富士電視網 |              |
| 熊本縣     | 熊本電視台     | 2014年4月10日－6月19日 | 星期四 26:15－26:45       | 富士電視網 |              |
| 近畿廣域圏 | 關西電視台     | 2014年4月10日－6月19日 | 星期四 26:28－26:58       | 富士電視網 |              |
| 宮城縣     | 仙台放送       | 2014年4月10日－6月19日 | 星期四 26:30－27:00       | 富士電視網 |              |
| 福岡縣     | 西日本電視台   | 2014年4月10日－6月19日 | 星期四 26:35－27:05       | 富士電視網 |              |
| 中京廣域圏 | 東海電視台     | 2014年4月10日－6月19日 | 星期四 26:40－27:10       | 富士電視網 |              |
| 鹿兒島縣   | 鹿兒島電視台   | 2014年4月10日－6月19日 | 星期四 26:40－27:10       | 富士電視網 |              |
| 日本全國   | d Anime Store  | 2014年4月11日－6月20日 | 星期五 12時00分 更新      | 網路電視   |              |
| 佐賀縣     | 佐賀電視台     | 2014年4月11日－6月20日 | 星期五 25時20分－25時50分 | 富士電視網 |              |

| 富士電視台 noitaminA 星期四 25:20－25:50 節目 | 富士電視台 noitaminA 星期四 25:20－25:50 節目   | 富士電視台 noitaminA 星期四 25:20－25:50 節目 |
| --------------------------------------------- | ----------------------------------------------- | --------------------------------------------- |
|                                               | 龍孃七七七埋藏的寶藏 （2014年4月10日－6月19日） |                                               |
| 武士弗拉明戈                                  | PSYCHO-PASS 新編集版 （25:20－26:20）           |                                               |

### 關聯商品

#### Blu-ray / DVD
| 卷數 | 發售日         | 收錄話          | 規格編號          | 規格編號          | 規格編號          | 規格編號 |
| 卷數 | 發售日         | 收錄話          | BD限定版          | DVD限定版         | DVD通常版         |          |
| ---- | -------------- | --------------- | ----------------- | ----------------- | ----------------- | -------- |
| 1    | 2014年6月25日  | 第1話           | ANZX-11771～11772 | ANZB-11771～11772 | ANSB-11771～11772 |          |
| 2    | 2014年7月23日  | 第2話 - 第3話   | ANZX-11773～11774 | ANZB-11773～11774 | ANSB-11773～11774 |          |
| 3    | 2014年8月27日  | 第4話 - 第5話   | ANZX-11775～11776 | ANZB-11775～11776 | ANSB-11775～11776 |          |
| 4    | 2014年9月24日  | 第6話 - 第7話   | ANZX-11777～11778 | ANZB-11777～11778 | ANSB-11777        |          |
| 5    | 2014年10月22日 | 第8話 - 第9話   | ANZX-11779        | ANZB-11779        | ANSB-11779        |          |
| 6    | 2014年11月26日 | 第10話 - 第11話 | ANZX-11781～11782 | ANZB-11781～11782 | ANSB-11781        |          |

#### CD
| 發售日        | 名稱                     |
| ------------- | ------------------------ |
| 2014年5月14日 | 微かな密かな確かなミライ |
| 2014年6月4日  | バタフライエフェクト     |

## 外部連結
- 漫畫—龍孃七七七埋藏的寶藏（法米通ClearComics） （页面存档备份，存于）（日語）
- TV動畫「龍孃七七七埋藏的寶藏」官方網站 （页面存档备份，存于）（日語）
- TV動畫「龍孃七七七埋藏的寶藏」CX富士電視台介紹 （页面存档备份，存于）（日語）
- TV動畫「龍孃七七七埋藏的寶藏」GayO!網路放送專題（日語）